# Мужская сборная Великобритании по баскетболу 3×3
Мужская сборная Великобритании по баскетболу 3×3 представляет Великобританию на международных соревнованиях по баскетболу 3×3. Управляющим органом является Федерация баскетбола Великобритании (англ. British Basketball).
По состоянию на 7 сентября 2024, мужская сборная Великобритании по баскетболу 3×3 занимает 51-е место в мировом рейтинге ФИБА мужских сборных по баскетболу 3×3.

## Результаты выступлений
| Турнир                             | Золото | Серебро | Бронза | Всего |
| ---------------------------------- | ------ | ------- | ------ | ----- |
| Чемпионат Европы по баскетболу 3×3 | —      | —       | —      | —     |
| Итого                              | —      | —       | —      | —     |

### Чемпионат Европы по баскетболу 3×3
| Год       | Место          | Игры           | Победы         | Поражения      | Состав команды                                                      |
| --------- | -------------- | -------------- | -------------- | -------------- | ------------------------------------------------------------------- |
| 2014—2023 | не участвовали | не участвовали | не участвовали | не участвовали | не участвовали                                                      |
| Вена 2024 | 8              | 3              | 1              | 2              | Hafeez Abdul, Ashley Hamilton, Dwayne Lautier-Ogunleye, Evan Walshe |